# 8523 Bouillabaisse
8523 Bouillabaisse eller 1992 PX är en asteroid i huvudbältet som upptäcktes den 8 augusti 1992 av den belgiske astronomen Eric W. Elst vid CERGA-observatoriet. Den är uppkallad efter den franska soppan Bouillabaisse.
Asteroiden har en diameter på ungefär 4 kilometer.